# Hans Johnsson
Hans Johnsson (i riksdagen kallad Johnsson i Broby), född 16 oktober 1840 i Östra Broby församling, Kristianstads län, död där 2 september 1912, var en svensk handlande och politiker. Han var far till Wiking och Adolf Johnsson.
Hans Johnsson var verksam som handlande i Broby och var riksdagsledamot i andra kammaren 1879–1885, invald i Östra Göinge domsagas valkrets.